# Кац
Кац (фр. Catz) насеље је и општина у северној Француској у региону Доња Нормандија, у департману Манш која припада префектури Сен Ло.
По подацима из 2011. године у општини је живело 130 становника, а густина насељености је износила 46,76 становника/km². Општина се простире на површини од 2,78 km². Налази се на средњој надморској висини од 15 метара (максималној 32 m, а минималној 0 m).

## Демографија
| 1962. | 1968. | 1975. | 1982. | 1990. | 1999. | 2011. |
| ----- | ----- | ----- | ----- | ----- | ----- | ----- |
| 102   | 104   | 105   | 112   | 97    | 109   | 130   |

График промене броја становника у току последњих година